# Caucaia Esporte Clube
O Caucaia Esporte Clube (mais conhecido apenas por Caucaia e pelo apelido Raposa Metropolitana) é um clube profissional brasileiro de futebol, o único da cidade de Caucaia, no estado do Ceará. Fundado em 16 de abril de 2004, em 2012 licenciou-se e retornou às atividades em 2017, conquistando o Campeonato Cearense de Futebol Série B 2019 e a Copa Fares Lopes de 2019, além da classificação para a Copa do Brasil de Futebol 2020 e o Campeonato Brasileiro de Futebol - Série D em 2021. É o maior campeão estadual feminino e disputará o Brasileirão Série D em 2023.

## História

### Fundação
O Caucaia Esporte Clube foi fundado em 16 de abril de 2004 por um grupo de desportistas, após o Município ter conquistado o título de Campeão do XXIX Intermunicipal de Futebol, promovido pela APCDEC (Associação Profissional dos Cronistas Desportivos do Estado do Ceará) em 2002. Durante muitos anos, balançou entre a 3ª e 2ª divisão estadual. Em 2009, consagrou-se campeão da Série C estadual, após o Clube Atlético Pacajuense ser punido com a perda de pontos por escalar um jogador irregular, ficando o título para o tricolor. Em 2012 acabou por finalizar suas atividades. De 2013 a 2016, não participou profissionalmente de nenhum campeonato masculino, se destacando apenas no futebol feminino.

### Volta às atividades
Em 2017, voltou às atividades. No mesmo ano em que voltou às atividades, foi vice-campeão da terceira divisão e garantiu o acesso. Em 2018, nas semifinais do certame, foi eliminado, ficando em 3º colocado. Pela Taça Fares Lopes, uma copa do estado, teve excelente campanha e venceu o Ferroviário no jogo de ida na final, na volta, porém, foi derrotado e ficou com a segunda colocação.

### Segundo título estadual, acesso à elite e Copa do Brasil
Em 2019, liderado por Ciro Sena e Ciel, foi campeão da 2° divisão com várias goleadas na fase de grupos, inclusive na final, onde goleou o Pacajus por 3 a 0, com dois gols de Ciel 99 e um de Cléber. Com o título estadual (o segundo de sua história), garantiu, pela primeira vez em 15 anos, o acesso à elite estadual. Ainda em 2019, fez ótima campanha na Taça Fares Lopes e, com outra campanha impecável, foi campeão em cima do Atlético Cearense (antigo Uniclinic), no Raimundão lotado, se classificando, também pela primeira vez em sua história, para a Copa do Brasil de Futebol. Nos últimos dias do ano, foi convidado pelo Ferroviário para disputar a Taça Waldemar Caracas, a primeira edição de um torneio anual realizado pelo clube da Barra do Ceará, entre o clube e o campeão da Taça Fares Lopes. Mesmo com um a menos e na casa do adversário, a Raposa Metropolitana conquistou a taça nos pênaltis e terminou o ano com sua tríplice coroa.

### A estreia na elite estadual
Em 2020 estreou no Campeonato Cearense Série A contra o mesmo Pacajus da final da 2ª divisão, e empatou em 0-0, conquistando seu primeiro ponto na história da competição. Três dias depois, no dia 8 de janeiro, enfrentou o Floresta no Elzir Cabral, e conquistou sua primeira vitória na competição, vencendo o alviverde por 4 a 2. O resto da campanha da primeira fase foi bem mediano. O clube garantiu a classificação para a segunda fase e consequentemente a permanência na primeira divisão, enfrentando pela primeira vez o time principal de Ceará e Fortaleza. Depois de paralisação por conta da Pandemia do Coronavírus, o clube retornou e terminou o campeonato na 6ª colocação e garantiu a vaga, também pela primeira vez na história, para a Série D do Brasileirão.

### Estreia na Copa do Brasil
Na Copa do Brasil de 2020, a Raposa Metropolitana enfrentou o São José-RS, sendo esse seu primeiro adversário interestadual. Mas com a derrota, foi eliminado da competição.

### Movimento #SOSCaucaia
No dia 14 de fevereiro de 2021, o Caucaia Esporte Clube publicou em suas redes sociais e site oficial uma nota oficial declarando sua crise financeira, apontando como maior fator "a não renovação do convênio (patrocínio) entre o clube e a Prefeitura Municipal de Caucaia". A notícia impressionou jornalistas e torcedores, esses que começaram um movimento nas redes sociais para cobrar o apoio da prefeitura do município. O movimento, denominado #SOSCaucaia, foi idealizado por "Nathan Cearamor", um torcedor do Ceará que já é conhecido por levantar hashtags no Twitter. Logo, o movimento se tornou conhecido pela união de torcedores de Ceará e Fortaleza, além de adeptos de clubes brasil afora, que se comoveram com a situação do clube e cobraram apoio também de empresários da cidade. Após o movimento alcançar os Assuntos do Momento no Twitter, o clube lançou o seu programa de sócio-torcedores, o Sócio Raposa.

### Finalista do estadual em 2022
Em 2022 fez uma campanha histórica ao liderar a primeira fase do Campeonato Cearense e garantir vaga direta às semifinais, conquistando vaga na Série D 2023 e na Copa do Brasil 2023. Depois na semifinal elimina o Iguatu e fica com melhor campanha do interior conquistando a Taça Padre Cícero.

## Torcida
A torcida do Caucaia envolve principalmente, além de moradores da cidade, simpatizantes de todo o estado e país. Torcedores de Ceará, Fortaleza e de outros clubes declaram seu apoio e torcida pelo Tricolor Metropolitano todos os dias nas redes sociais. Esse apoio se deve muito pela atuação do clube nas redes sociais no período de pandemia, interagindo com perfis até com nomes relacionados aos outros clubes no estado. Nas arquibancadas, não é incomum ver torcedores com camisas de outros times como Ceará, Fortaleza, Flamengo e etc.

## Estádio
O Estádio em que o Caucaia manda seus jogos tem o nome oficial Estádio Municipal Raimundo de Oliveira, porém, é mais conhecido como Raimundão ou Estádio Raimundão. O campo se localiza no centro da cidade de Caucaia, com fácil acesso de todas as direções, sejam capital (Fortaleza), interior ou praias. O estádio também é sede da Secretaria de Esporte e Juventude da Prefeitura Municipal de Caucaia. 

## Símbolos

### Mascote
O mascote do clube é a Raposa Metropolitana, cujo desenho oficial representa uma Raposa com o uniforme tricolor do Caucaia e um cocar na cabeça, representando todo o histórico indígena da cidade.

### Uniformes
As cores do uniforme do clube são: o vermelho, preto e o branco; sendo o 1º uniforme composto por camisa nas cores verticais em vermelho, preto e branco, com short preto e meiões pretos.
O 2º uniforme é composto por: camisa branca com detalhes em vermelho e preto, com short branco e meiões brancos.

### Escudos

#### Evolução dos escudos
|  |  |  |  |

## Títulos

### Futebol Masculino
| ESTADUAIS  | ESTADUAIS                     | ESTADUAIS | ESTADUAIS  |
| Competição | Competição                    | Títulos   | Temporadas |
| ---------- | ----------------------------- | --------- | ---------- |
|            | Copa Fares Lopes              | 1         | 2019       |
|            | Campeonato Cearense - Série B | 1         | 2019       |
|            | Campeonato Cearense - Série C | 1         | 2009       |
|            | Taça Padre Cícero             | 1         | 2022       |

#### Campanhas de Destaque
- Campeonato Cearense: Vice-campeão (2022)
- Campeonato Cearense - Série B: 3º colocado (2018)
- Campeonato Cearense - Série C: 2x vice-campeão (2006 e 2017)
- Copa Fares Lopes: Vice-campeão (2018)
- Taça Padre Cícero: Vice-campeão (2020)

### Futebol Feminino
| ESTADUAIS  | ESTADUAIS                    | ESTADUAIS | ESTADUAIS                           |
| Competição | Competição                   | Títulos   | Temporadas                          |
| ---------- | ---------------------------- | --------- | ----------------------------------- |
|            | Campeonato Cearense Feminino | 6         | 2008, 2009, 2011, 2012, 2013 e 2015 |

#### Outras conquistas
- Taça Fortaleza de Futebol Feminino: 2008
- Copa Metropolitana de Futebol Feminino: 2009
- Torneio do Dia da Mulher: 2009

#### Campanhas de destaque
- 2º colocado no Campeonato Cearense Feminino: 2010 e 2017
- 3º colocado no Campeonato Cearense Feminino: 2014
- 4º colocado no Campeonato Cearense de Futebol Feminino: 2018

### Categorias de base
- Copa Fortaleza - Sub-20: 2008

## Desempenho em Competições Masculinas

### Participações
|  | Participações em 2025 |

| Competição | Competição          | Temporadas | Melhor campanha       | Estreia | Última | P | R |
| Ceará      | Campeonato Cearense | 5          | Vice-campeão (2022)   | 2020    | 2024   |   | 1 |
| Ceará      | Série B             | 6          | Campeão (2019)        | 2007    | 2025   | 1 | 2 |
| Ceará      | Série C             | 7          | Campeão (2009)        | 2004    | 2017   | 3 |   |
| Ceará      | Copa Fares Lopes    | 8          | Campeão (2019)        | 2010    | 2024   |   |   |
|            | Copa do Nordeste    | 1          | 1ª fase (2023)        | 2023    | 2023   |   |   |
| Brasil     | Série D             | 2          | 57° colocado (2021)   | 2021    | 2023   | – |   |
| Brasil     | Copa do Brasil      | 2          | 1ª fase (2020 e 2023) | 2020    | 2023   |   |   |

### Temporadas
Últimas 10 temporadas
Legenda:
| Campeão Vice-campeão Eliminado na semifinal. | Campeão do Interior Rebaixado à divisão inferior. Campeão e promovido à divisão superior. Promovido à divisão superior. |

## Desempenho em Competições Femininas

### Participações
|  | Participações em 2020 |

| Competição | Competição            | Temporadas | Melhor campanha         | Estreia | Última | P | R |
| Ceará      | Campeonato Cearense   | 10         | Campeão (6 vezes)       | 2008    | 2018   |   | – |
| Brasil     | Campeonato Brasileiro | 4          | 8º colocado (2014)      | 2013    | 2016   |   | – |
| Brasil     | Série A2              | 2          | 4º colocado (2017)      | 2017    | 2018   | – |   |
| Brasil     | Copa do Brasil        | 7          | Quartas-de-final (2009) | 2008    | 2016   |   |   |

### Campeonato Brasileiro de Futebol Feminino
| Ano  | Posição |
| 2013 | 10º     |
| 2014 | 8º      |
| 2015 | 15º     |
| 2016 | 11º     |

### Campeonato Brasileiro de Futebol Feminino - Série A2
| Ano  | Posição |
| 2017 | 4º      |
| 2018 | 17º     |

### Copa do Brasil de Futebol Feminino
| Ano  | Posição          |
| 2008 | 1ª fase          |
| 2009 | quartas-de-final |
| 2011 | oitavas-de-final |
| 2012 | oitavas-de-final |
| 2013 | oitavas-de-final |
| 2014 | oitavas-de-final |
| 2016 | oitavas-de-final |

### Campeonato Cearense de Futebol Feminino
| Ano  | Posição           |
| 2008 | 1º (Campeão)      |
| 2009 | 1º (Campeão)      |
| 2010 | 2º (Vice-campeão) |
| 2011 | 1º (Campeão)      |
| 2012 | 1º (Campeão)      |
| 2013 | 1º (Campeão)      |
| 2014 | 3º                |
| 2015 | 1º (Campeão)      |
| 2017 | 2º (Vice-campeão) |
| 2018 | 4º                |